# Épisodes de Star Wars: Clone Wars
Cet article présente les épisodes de la série télévisée Star Wars: Clone Wars.

## Première saison (2003)

### Épisode 1:Chapitre 1
- États-Unis : 7 novembre 2003 sur Cartoon Network
- France : 
  - 10 novembre 2003 sur Cartoon Network
  - 8 mai 2005 sur M6

### Épisode 2:Chapitre 2
- États-Unis : 10 novembre 2003 sur Cartoon Network
- France : 
  - sur Cartoon Network
  - 8 mai 2005 sur M6

### Épisode 3:Chapitre 3
- États-Unis : 11 novembre 2003 sur Cartoon Network
- France : 
  - sur Cartoon Network
  - 8 mai 2005 sur M6

### Épisode 4:Chapitre 4
- États-Unis : 12 novembre 2003 sur Cartoon Network
- France : 
  - sur Cartoon Network
  - 15 mai 2005 sur M6

### Épisode 5:Chapitre 5
- États-Unis : 13 novembre 2003 sur Cartoon Network
- France : 
  - sur Cartoon Network
  - 15 mai 2005 sur M6

### Épisode 6:Chapitre 6
- États-Unis : 14 novembre 2003 sur Cartoon Network
- France : 
  - sur Cartoon Network
  - 15 mai 2005 sur M6

### Épisode 7:Chapitre 7
- États-Unis : 17 novembre 2003 sur Cartoon Network
- France : 
  - sur Cartoon Network
  - 16 mai 2005 sur M6

### Épisode 8:Chapitre 8
- États-Unis : 18 novembre 2003 sur Cartoon Network
- France : 
  - sur Cartoon Network
  - 16 mai 2005 sur M6

### Épisode 9:Chapitre 9
- États-Unis : 19 novembre 2003 sur Cartoon Network
- France : 
  - sur Cartoon Network
  - 16 mai 2005 sur M6

### Épisode 10:Chapitre 10
- États-Unis : 20 novembre 2003 sur Cartoon Network
- France : 
  - sur Cartoon Network
  - 16 mai 2005 sur M6

## Deuxième saison (2004)

### Épisode 1:Chapitre 11
- États-Unis : 26 mars 2004 sur Cartoon Network
- France : 
  - sur Cartoon Network
  - 16 mai 2005 sur M6

### Épisode 2:Chapitre 12
- États-Unis : 29 mars 2004 sur Cartoon Network
- France : 
  - sur Cartoon Network
  - 16 mai 2005 sur M6

### Épisode 3:Chapitre 13
- États-Unis : 30 mars 2004 sur Cartoon Network
- France : 
  - sur Cartoon Network
  - 16 mai 2005 sur M6

### Épisode 4:Chapitre 14
- États-Unis : 31 mars 2004 sur Cartoon Network
- France : 
  - sur Cartoon Network
  - 16 mai 2005 sur M6

### Épisode 5:Chapitre 15
- États-Unis : 1er avril 2004 sur Cartoon Network
- France : 
  - sur Cartoon Network
  - 16 mai 2005 sur M6

### Épisode 6:Chapitre 16
- États-Unis : 2 avril 2004 sur Cartoon Network
- France : 
  - sur Cartoon Network
  - 16 mai 2005 sur M6

### Épisode 7:Chapitre 17
- États-Unis : 5 avril 2004 sur Cartoon Network
- France : 
  - sur Cartoon Network
  - 16 mai 2005 sur M6

### Épisode 8:Chapitre 18
- États-Unis : 6 avril 2004 sur Cartoon Network
- France : 
  - sur Cartoon Network
  - 16 mai 2005 sur M6

### Épisode 9:Chapitre 19
- États-Unis : 7 avril 2004 sur Cartoon Network
- France : 
  - sur Cartoon Network
  - 16 mai 2005 sur M6

### Épisode 10:Chapitre 20
- États-Unis : 8 avril 2004 sur Cartoon Network
- France : 
  - sur Cartoon Network
  - 16 mai 2005 sur M6

## Troisième saison (2005)

### Épisode 1:Chapitre 21
- États-Unis : 21 mars 2005 sur Cartoon Network
- France : 
  - sur Cartoon Network
  - 16 mai 2005 sur M6

### Épisode 2:Chapitre 22
- États-Unis : 22 mars 2005 sur Cartoon Network
- France : 
  - sur Cartoon Network
  - 16 mai 2005 sur M6

### Épisode 3:Chapitre 23
- États-Unis : 23 mars 2005 sur Cartoon Network
- France : 
  - sur Cartoon Network
  - 16 mai 2005 sur M6

### Épisode 4:Chapitre 24
- États-Unis : 24 mars 2005 sur Cartoon Network
- France : 
  - sur Cartoon Network
  - 16 mai 2005 sur M6

### Épisode 5:Chapitre 25
- États-Unis : 25 mars 2005 sur Cartoon Network
- France : 
  - sur Cartoon Network
  - 16 mai 2005 sur M6